# Melanagromyza inornata
Melanagromyza inornata este o specie de muște din genul Melanagromyza, familia Agromyzidae, descrisă de Spencer în anul 1969. Conform Catalogue of Life specia Melanagromyza inornata nu are subspecii cunoscute.